# Scáthach

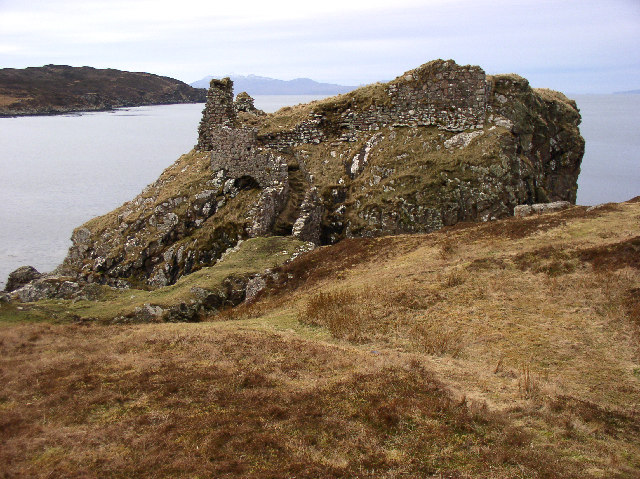
Castillo de Dún Scáith

Scáthach (en gaélico escocés: Sgàthach an Eilean Sgitheanach: Sgàthach una Eilean Sgitheanach), o Sgathaich, es una figura del Ciclo del Úlster de la mitología irlandesa. Es una legendaria mujer guerrera escocesa, profesora de artes marciales, que entrena al héroe del Úlster, Cúchulainn, en las artes del combate. Los textos fijan su patria en Escocia (Alpeach); concretamente asociada con la isla de Skye donde tiene su residencia, Dún Scáith, o "Dun Sgathaich" (Fortaleza de Sombras). Se le da el apodo de "la Sombra" y "Doncella guerrera" y es rival y hermana de Aífe, ambas hijas de Árd-Greimne de Lethra.

## Aspectos
Scáthach, la instructora del joven héroe Cú Chulainn, aparece en Tochmarc Emire (El Cortejo de Emer), un texto irlandés precursor de la obra épica Táin Bó Cúailnge. Aquí, Cú Chulainn se compromete por su honor a realizar varias tareas para hacerse digno de contraer matrimonio con su amada Emer, hija del cacique Forgall Monach. El cuento sobrevive en dos versiones: una antigua versión breve en irlandés antiguo y una versión posterior, expandida en irlandés medio. En ambas historias, Cú Chulainn es enviado a Alpae, (literalmente "los Alpes"), pero aparentemente se utiliza aquí para referirse a Escocia (Albu en irlandés). Cú Chulainn es enviado allí con Lóegaire y Conchobar, y en la versión más tardía también con Conall Cernach, para ser entrenado por el guerrero Domnall (cuya odiosa hija se enamora del héroe y promete vengarse al ser rechazada). Después de algún tiempo, Domnall les asigna al cuidado de Scáthach para seguir con el entrenamiento.
Cú Chulainn y su compañero Ferdiad viajan a Dún Scáith, donde la maestra Scáthach les enseña hazañas guerreras y entrega a Cú Chulainn su mortífera lanza, el Gáe Bulg. Cú Chulainn tiene una aventura con la hija de Scáthach, Uathach, pero accidentalmente le rompe los dedos. Ella no puede reprimir un grito, alertando a su amante Cochar Croibhe que acude a la habitación. A pesar de las protestas de Uathach, desafía a Cú Chulainn a un duelo, y Cú Chulainn lo despacha fácilmente. Para ayudar a Uathach y Scáthach, Cú Chulainn asume las tareas de Cochar, y se convierte en el amante de Uathach. Scáthach finalmente promete a su hija con él, sin requerir la dote tradicional. Cuando su rival, la mujer guerrera Aífe, acecha su territorio, Cú Chulainn derrota a Aífe en batalla. A punta de espada decide perdonarle la vida a condición de que ella se acueste con él y le dé un hijo. Deja a Aífe embarazada de Connla, a quien Cú Chulainn da muerte años más tarde, descubriendo que es hijo suyo después de matarlo.

## En la Cultura Popular
Scáthach aparece como personaje jugable en el Videojuego Fate/Grand Order
Aparece como personaje en la saga de libro Los secretos del inmortal Nicolas Flamel de Michael Scott
También aparece como personaje jugable en el videojuego shin megami tensei lucifers call,pudiendo mejorarla llegando a ser la diosa Skadi.